# Burt Ward
Burt Ward, född 6 juli 1945 i Los Angeles, Kalifornien, är en amerikansk skådespelare.
Ward är mest känd för sin roll som Robin i tv-serien Läderlappen.

## Filmografi
- 1966-1968 – Läderlappen (TV-serie)
- 1966 – Batman
- 1977 – The New Adventures of Batman (TV-serie) (röst)
- 2002 – Simpsons (TV-serie) – gästroll som sig själv i avsnittet "Large Marge" (röst)